# دهستان پوکا
دهستان پوکا (به لاتین: Puka Parish) یک دهستان در استونی است که در شهرستان والگا واقع شده‌است.

## خصوصیات
دهستان پوکا ۲۰۰٫۹ کیلومترمربع مساحت و ۱٬۸۸۱ نفر جمعیت دارد.

## نگارخانه

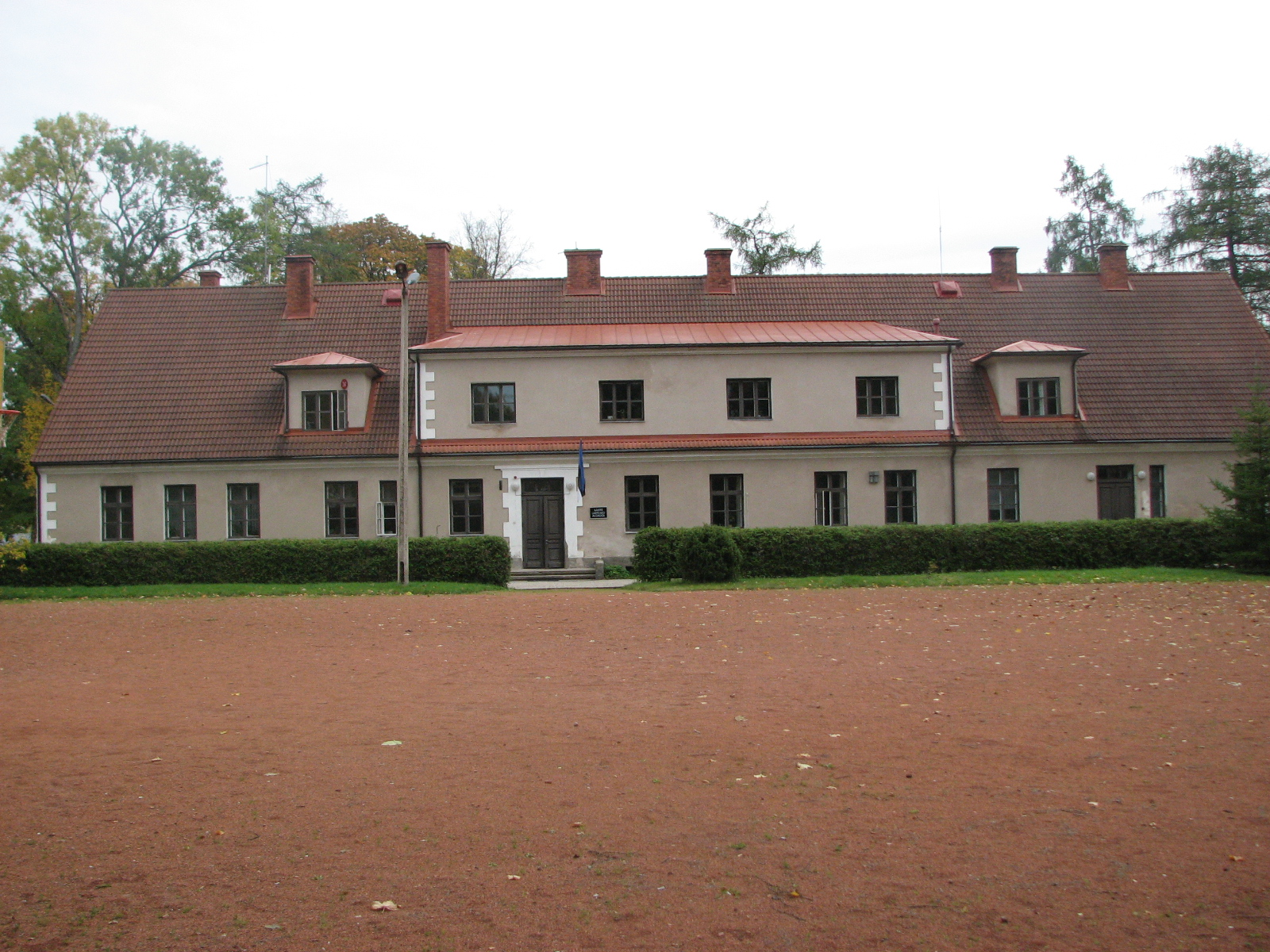
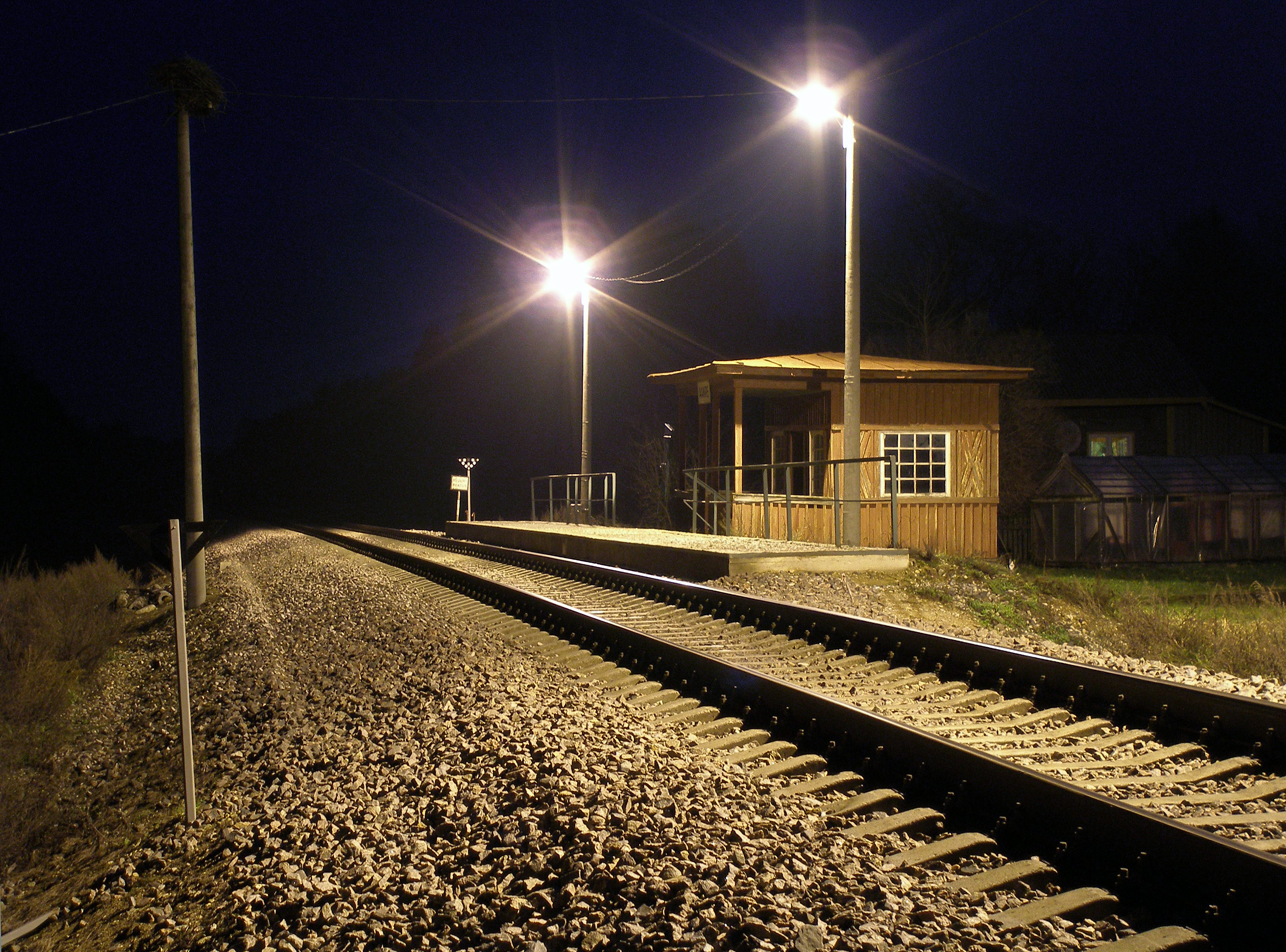
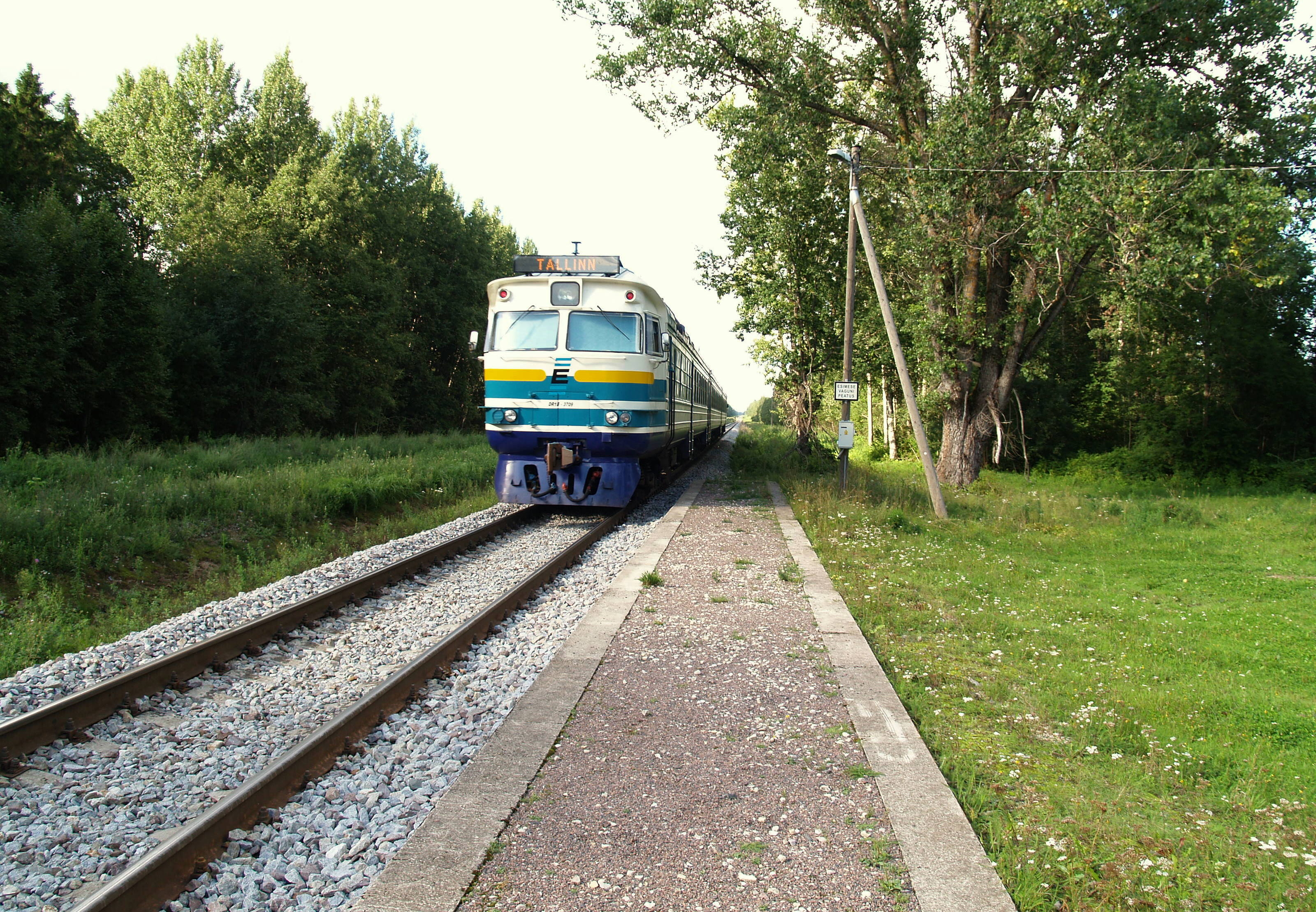
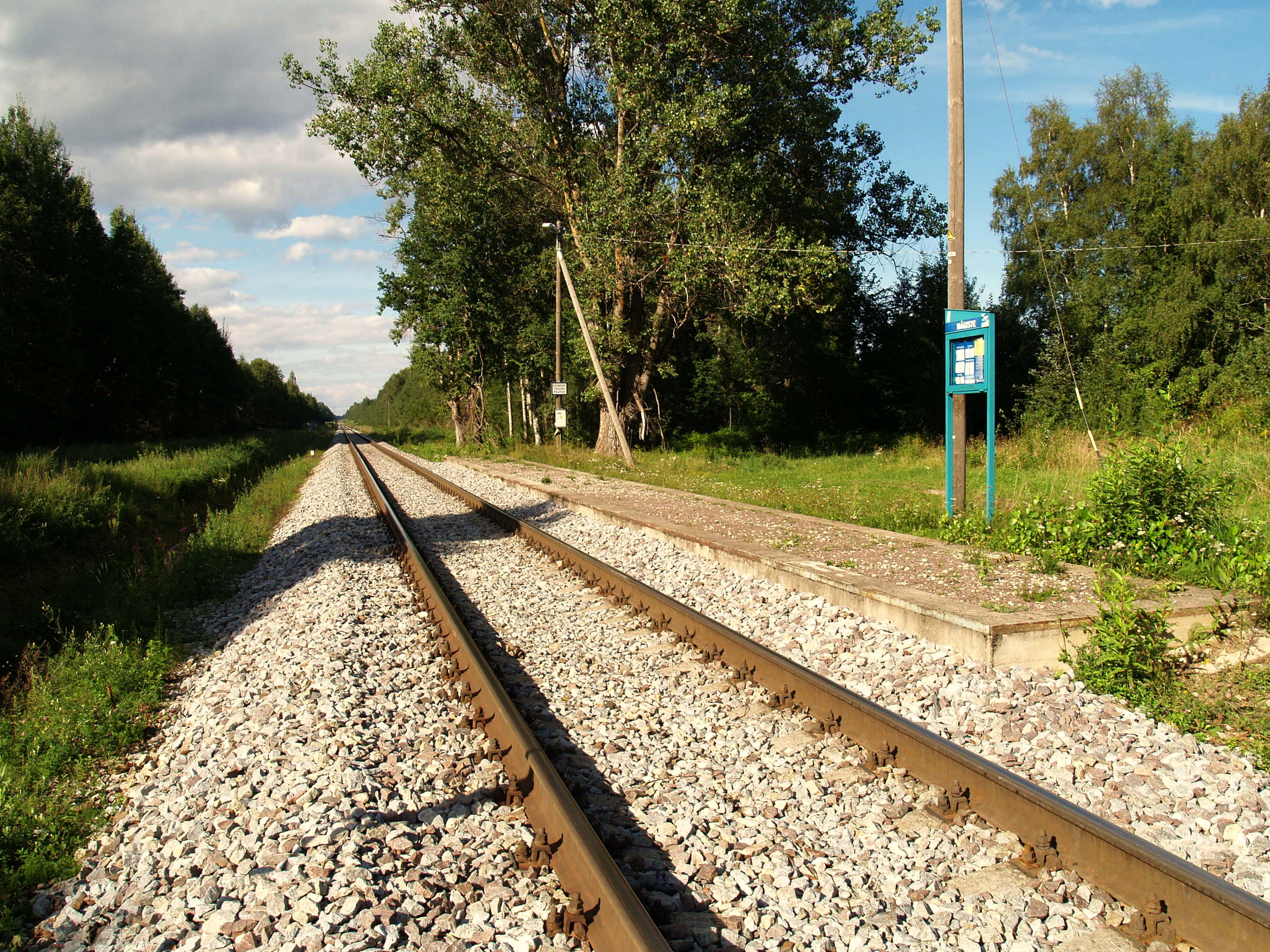